# El Calvario, Colombia
El Calvario är en ort i Colombia.   Den ligger i departementet Meta, i den centrala delen av landet, 50 km sydost om huvudstaden Bogotá. El Calvario ligger 1 902 meter över havet och antalet invånare är 557.
Terrängen runt El Calvario är mycket bergig, och sluttar österut. Runt El Calvario är det ganska glesbefolkat, med 24 invånare per kvadratkilometer. Närmaste större samhälle är Restrepo, 19,7 km sydost om El Calvario. I omgivningarna runt El Calvario växer i huvudsak städsegrön lövskog.